# Rodion Koezmin

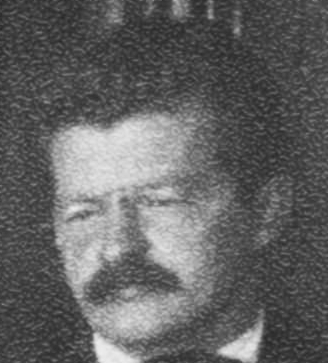

Rodion Osievitsj Kuzmin (Russisch: Родион Осиевич Кузьмин) (Vitebsk, 10 november/22 november 1891 - Leningrad, 24 maart 1949) was een vroeg-twintigste-eeuws Russisch wiskundige.
Kuzmin is bekend omdat hij in 1930 bewees dat het getal 
{\displaystyle 2^{\sqrt {2}}=2,6651441426902251886502972498731\ldots }
een transcendent getal is.
In 1919 gaf David Hilbert een lezing over de getaltheorie, waar hij over drie vermoedens: de Riemann-hypothese, de Laatste stelling van Fermat, en de transcendentie van 2√2. Hij vertelde het publiek dat hij niet verwachtte dat een van aanwezigen bij de lezing lang genoeg zou leven om het bewijs van de transcendentie van 2√2 mee te maken. Het bewijs van de transcendentie van dit getal werd echter al ruim tien jaar later, in 1930 door Kuzmin gegeven. Kuzmin bewees het geval, waar de exponent b een reële kwadratische irrationaal is. Dit resultaat werd later tot willekeurige algebraïsche irrationale getallen b uitgebreid door Aleksander Gelfond.

## Voetnoten
1. ↑  (de)  David Hilbert, Natur und mathematisches Erkennen:. Vorlesungen, gehalten 1919-1920.

## Werken
- (ru)  R.O. Kuzmin, On a new class of transcendental numbers, Izvestiya Akademii Nauk SSSR, Ser. matem., vol 7, 1930, blz. 585–597